# Granat No 14
No 14 – izraelski granat zaczepny.
Granat No 14 posiada cylindryczny korpus wykonany z impregnowanej tektury. Odmiana granatu No 14 jest niemiecki granat DT 11.